# 에밀리아로마냐어

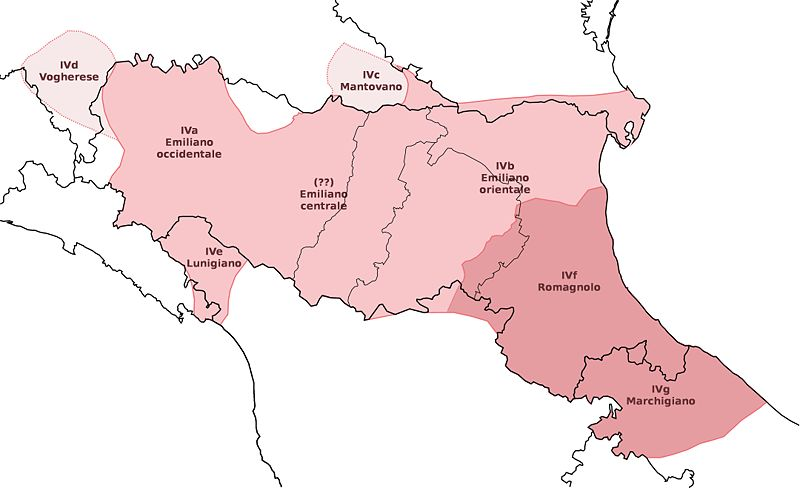
에밀리아어
로마냐어
에밀리아어와 롬바르드어의 점이 지대

에밀리아로마냐어(Emilian-Romagnol)는 이탈리아 북부의 에밀리아로마냐 주에서 사용되는 갈로이탈리아어군 언어이다. 방언연속체로서, 크게 에밀리아어와 로마냐어로 나뉜다.
지리적으로 인접한 롬바르드어, 피에몬테어, 리구리아어와 가깝다.

## 같이 보기
- 이탈리아의 언어